# 兵庫県立尼崎総合医療センター
兵庫県立尼崎総合医療センター（ひょうごけんりつあまがさきそうごういりょうセンター、英語: Hyogo Prefectural Amagasaki General Medical Center、略称：Hyogo AGMC）は、兵庫県尼崎市東難波町にある総合病院である。
救命救急センターの一つで、県内では兵庫県立尼崎総合医療センターと兵庫県立こども病院が小児救命救急センターに認定されている。2015年（平成27年）に全国で初めて「小児ドクターカー」の運用を行っている。

## 沿革
既存の兵庫県立尼崎病院と兵庫県立塚口病院を統合する形で、2015年（平成27年）7月1日に開院した。
兵庫県議会の議決を経て2015年4月に兵庫県立尼崎総合医療センターの名称が定められ、尼崎市立尼崎産業高等学校 （2013年閉校） の跡地に建設された。
なお統合後の病院跡地について、県立尼崎病院は千船病院などを運営する社会医療法人愛仁会が取得して尼崎だいもつ病院を開設した。県立塚口病院は三菱地所レジデンスと医療法人社団兼誠会が取得しマンション等が建設され、兼誠会が運営するつかぐち病院が2019年2月新築移転した。

### 年表
- 1936年（昭和11年）10月 - 県立西宮懐仁病院尼崎分院が開院
- 1938年（昭和13年）4月 - 県立尼崎懐仁病院と改称
- 1947年（昭和22年）5月 - 県立尼崎病院と改称
- 1953年（昭和28年）10月 - 県立尼崎病院塚口分院を開設
- 1974年（昭和49年）10月 - 塚口分院が県立塚口病院として独立
- 2015年（平成27年）7月1日 - 県立尼崎病院と県立塚口病院が統合し、本病院が開院[1]。

## 診療科・外来
診療科は、標榜診療科のみを記載。

### 内科系
- 内科
- 呼吸器内科
- 消化器内科
- 循環器内科
- 腎臓内科
- 神経内科
- 血液内科
- 腫瘍内科
- 糖尿病・内分泌内科
- 心療内科
- 緩和ケア内科
- 感染症内科
- 漢方内科
- 精神科
- リウマチ科
- アレルギー科

### 外科系
- 外科
- 消化器外科
- 呼吸器外科
- 心臓血管外科
- 脳神経外科
- 乳腺外科
- 整形外科
- リハビリテーション科
- 形成外科
- 皮膚科
- 耳鼻咽喉科・頭頸部外科
- 泌尿器科
- 産婦人科
- 眼科
- 麻酔科
- 歯科口腔外科

### 小児科系
- 小児科
- 小児循環器内科
- 小児アレルギー科
- 小児外科

### 救急
- 救急科

### 診断治療部門
- 放射線診断科
- 放射線治療科
- 病理診断科

### 専門外来
- 禁煙外来
- 睡眠時無呼吸外来
- 高度難聴人工内耳外来
- 胎児心エコー外来
- ストーマ外来
- がん看護外来
- リンパ浮腫ケア外来
- 緩和ケア外来

## 医療機関の指定・認定
（下表の出典）
| 保険医療機関                                   | 災害拠点病院                                         |
| 労災保険指定医療機関                           | 指定自立支援医療機関（更生医療）                     |
| 救命救急センター                               | 指定自立支援医療機関（育成医療）                     |
| 臨床研修病院                                   | 指定自立支援医療機関（精神通院医療）                 |
| 身体障害者福祉法指定医の配置されている医療機関 | 臨床修練病院等                                       |
| 精神保健指定医の配置されている医療機関         | 生活保護法指定医療機関                               |
| がん診療連携拠点病院（県指定）                 | 結核指定医療機関                                     |
| 指定養育医療機関                               | エイズ治療拠点病院                                   |
| 指定小児慢性特定疾病医療機関                   | 特定疾患治療研究事業委託医療機関                     |
| 戦傷病者特別援護法指定医療機関                 | 原子爆弾被害者医療指定医療機関                       |
| DPC対象病院                                    | 第二種感染症指定医療機関                             |
| 公害医療機関                                   | 総合周産期母子医療センター                           |
| 母体保護法指定医の配置されている医療機関       | 性犯罪・性暴力被害者のためのワンストップ支援センター |
| 地域医療支援病院                               |                                                      |

- 小児救命救急センター[5]
- 認知症疾患医療センター（県指定）[6]
- NPO法人卒後臨床研修評価機構認定証発行病院[7]
- 公益財団法人日本医療機能評価機構認定病院[8]
- このほか、各種法令による指定・認定病院であるとともに、各学会の認定施設でもある。

## 認定専門医人数
（下表の出典）
| 認定医・専門医名等 | 人数 | 学会名(厚生労働大臣届出団体)       | 認定医・専門医名等         | 人数 | 学会名(厚生労働大臣届出団体)               |
| ------------------ | ---- | ---------------------------------- | -------------------------- | ---- | ------------------------------------------ |
| 整形外科専門医     | 7人  | 公益社団法人日本整形外科学会       | 心臓血管外科専門医         | 3人  | 特定非営利活動法人日本心臓血管外科学会     |
| 皮膚科専門医       | 3人  | （社）日本皮膚科学会               | 呼吸器外科専門医           | 3人  | 特定非営利活動法人日本胸部外科学会         |
| 麻酔科専門医       | 10人 | 公益社団法人日本麻酔科学会         | 呼吸器外科専門医           | 3人  | 特定非営利活動法人日本呼吸器外科学会       |
| 放射線科専門医     | 8人  | 公益社団法人日本医学放射線学会     | 消化器内視鏡専門医         | 11人 | 一般社団法人日本消化器内視鏡学会           |
| 眼科専門医         | 7人  | 公益財団法人日本眼科学会           | 小児外科専門医             | 1人  | 特定非営利活動法人日本小児外科学会         |
| 産婦人科専門医     | 5人  | 公益社団法人日本産科婦人科学会     | 神経内科専門医             | 5人  | 一般社団法人日本神経学会                   |
| 耳鼻咽喉科専門医   | 4人  | 一般社団法人日本耳鼻咽喉科学会     | リウマチ専門医             | 5人  | 一般社団法人日本リウマチ学会               |
| 泌尿器科専門医     | 4人  | 一般社団法人日本泌尿器科学会       | 乳腺専門医                 | 2人  | 一般社団法人日本乳癌学会                   |
| 形成外科専門医     | 2人  | 一般社団法人日本形成外科学会       | 臨床遺伝専門医             | 3人  | 一般社団法人日本人類遺伝学会               |
| 病理専門医         | 1人  | 一般社団法人日本病理学会           | 漢方専門医                 | 4人  | 一般社団法人日本東洋医学会                 |
| 総合内科専門医     | 56人 | 一般社団法人日本内科学会           | レーザー専門医             | 1人  | 特定非営利活動法人日本レーザー医学会       |
| 外科専門医         | 22人 | 一般社団法人日本外科学会           | 気管支鏡専門医             | 2人  | 特定非営利活動法人日本呼吸器内視鏡学会     |
| 糖尿病専門医       | 3人  | 一般社団法人日本糖尿病学会         | アレルギー専門医           | 1人  | 一般社団法人日本アレルギー学会             |
| 肝臓専門医         | 6人  | 一般社団法人日本肝臓学会           | 核医学専門医               | 2人  | 一般社団法人日本核医学会                   |
| 感染症専門医       | 1人  | 一般社団法人日本感染症学会         | 気管食道科専門医           | 3人  | 特定非営利活動法人日本気管食道科学会       |
| 救急科専門医       | 11人 | 一般社団法人日本救急医学会         | 血液専門医                 | 6人  | 一般社団法人日本血液学会                   |
| 循環器専門医       | 10人 | 一般社団法人日本循環器学会         | 呼吸器専門医               | 10人 | 一般社団法人日本呼吸器学会                 |
| 消化器病専門医     | 14人 | 一般財団法人日本消化器病学会       | 脳血管内治療専門医         | 3人  | 特定非営利活動法人日本脳神経血管内治療学会 |
| 腎臓専門医         | 5人  | 一般社団法人日本腎臓学会           | がん薬物療法専門医         | 3人  | 特定非営利活動法人日本臨床腫瘍学会         |
| 小児科専門医       | 22人 | 公益社団法人日本小児科学会         | 口腔外科専門医             | 2人  | 公益社団法人日本口腔外科学会               |
| 内分泌代謝科専門医 | 1人  | 一般社団法人日本内分泌学会         | 消化器外科専門医           | 7人  | 一般社団法人日本消化器外科学会             |
| 細胞診専門医       | 2人  | 公益社団法人日本臨床細胞学会       | 周産期（新生児）専門医     | 7人  | 一般社団法人日本周産期・新生児医学会       |
| 透析専門医         | 3人  | 一般社団法人日本透析医学会         | 脳神経外科専門医           | 7人  | 一般社団法人日本脳神経外科学会             |
| 小児神経専門医     | 2人  | 一般社団法人日本小児神経学会       | リハビリテーション科専門医 | 2人  | 公益社団法人日本リハビリテーション医学会   |
| 老年病専門医       | 1人  | 一般社団法人日本老年医学会         | 心臓血管外科専門医         | 3人  | 特定非営利活動法人日本胸部外科学会         |
| 心臓血管外科専門医 | 3人  | 特定非営利活動法人日本血管外科学会 | 精神科専門医               | 1人  | 公益社団法人日本精神神経学会               |

## 銅像・記念碑
尼崎市立尼崎産業高校時代に建立された阪神タイガース元監督の村山実（尼崎産業高校の前身である住友工業高校出身）の像が、正面入り口近くに設置されている。また当地において同校とグラウンド等を共用していた尼崎市立尼崎工業高等学校の卒業生等によって建立された記念碑「学園一家」が並んで設置されている。

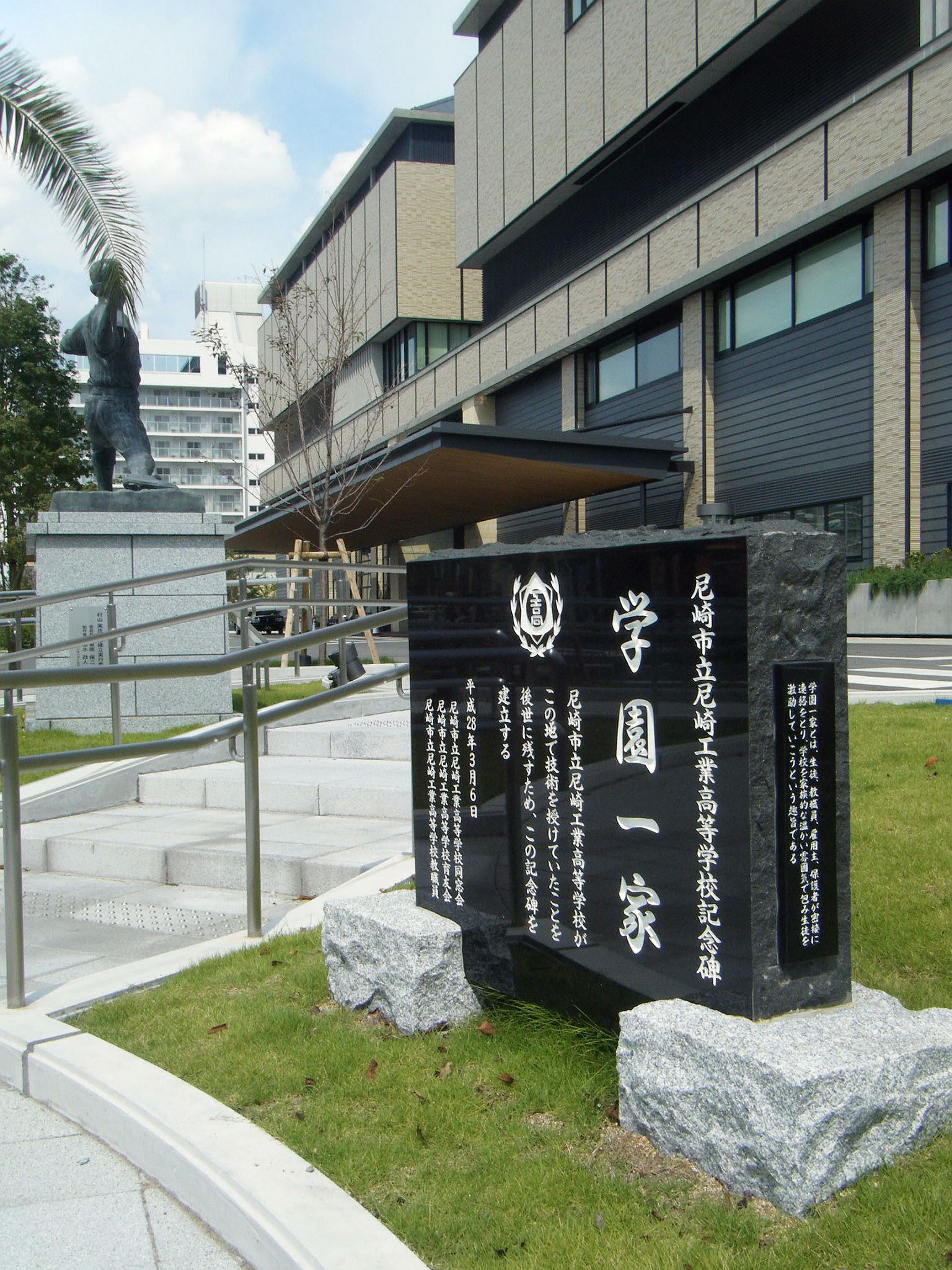
記念碑「学園一家」　左奥は村山実の像。

## アクセス
- 阪神尼崎駅から徒歩約20分（北へ約1.5km）[広報 3]
- 阪神バス「尼崎総合医療センター正門前」停留所（病院敷地内、正面玄関前）、「尼崎総合医療センター」停留所、「東難波町3丁目」停留所（病院まで徒歩約3分）

## 不祥事・医療ミス・医療事故
- 2015年12月25日（発表日）-  2015年10月、当センターで幼児の右脚骨折した幼児が、骨のずれを治す処置を受けた際、当センターがギプスを代替で用いたため、右足がただれて一部壊死した。全治2カ月半の重傷。後遺症はないという。県によると、幼児は10月10日に当センターに救急搬送。骨がずれるように折れており、スピードトラックと呼ばれる箱型の専用器具で引っ張って矯正する必要があったという。しかしこの器具がなかったため、当直医と当番医の判断で11日にギプスを右足に巻き、重りを付けて代用。ギプスは肌と触れる面積が広い上に経過観察が難しく、15日に母親が足の腫れに気付いて、甲やかかとがただれているのが分かったとしている[9]。
- 2016年4月5日 - 当センターの男性看護師（40歳）が、救急搬送された男性患者（63歳）から現金35万円を盗んだとして、兵庫県警尼崎南警察署に窃盗容疑で逮捕された。監視カメラの映像などから男性看護師を特定した[10]。
- 2016年6月1日 - 子宮頸管狭窄症と診断された女性（20代）が、 6月1日、当センターで手術を受け、その後、当センターを６回受診した。女性が西宮市内の別の病院を受診して、腹腔内に手術用の器具が取り残されていることが発覚した。手術後に当センター6回も受診していたが、発見されることはなかった。女性は11月に器具の摘出手術を受けた。県は女性に謝罪し、慰謝料を支払う方針[11]。
- 2016年8月5日 - 5日20時30分頃、当センター診療部医師（専攻医）が患者の画像が入ったカメラを自席に置き退出。翌6日日直のため出勤し、9時頃自席の机上にカメラが見当たらず、紛失したことが判明した。本人から事情聴取を行い、当日の本人の動線をたどり院内をくまなく捜索した上で、院内各部署にも文書で通知し情報提供を呼びかけたが、発見できなかった。センター側は、紛失したカメラの中に個人情報の入っていた患者・家族に対して経緯を説明のうえ、謝罪[12]。
- 2017年1月 - 男性患者（40代）の、の右胸に入れたカテーテルの破損部分から抗がん剤が漏れ、痛みや腫れを引き起こした[13]。
- 2017年12月22日（発表日） - 2015年9月、男性患者（80代）当センターで糖尿病による異常がないかを調べる腹部超音波検査を受けた。しかし、女性医師（30代）が検査結果に記載された「肝腫瘍の疑い」の表示を見逃していた。2018年8月に患者の家族から他院での検査で肝腫瘍が見つかったとの申し出があり、これまでの検査結果を確認したところ、見落としが発覚した。腫瘍は1cmから5cmにまで拡大し、熱を発するラジオ波を使って腫瘍を消滅させる治療ができなくなった。男性は2018年9月に同院で治療を受け、経過観察を続けているという[14]。
- 2020年2月 - 当センター男性医師が2月、未就学男児に、誤って適正量の10倍の抗けいれん薬を処方。男児は一時軽度の意識障害を起こし、救急搬送された。その後回復。県によると、男児は2月12日に嘔吐や全身のけいれんで当センターを受診。男性小児科医（20代）が胃腸炎の一種と診断した。本来は抗けいれん薬を1日1回、70ミリグラム処方するが、誤って電子カルテに「700ミリグラム」と入力。院外の薬局からファクスで容量を疑う照会（疑義照会）もあったが、同医師は服用回数の件だと誤認し、そのまま処方。翌13日昼に男児が自宅で服用。すぐに軽度の意識障害を起こし救急搬送された。点滴などの処置のため入院し、回復したため2月16日に退院した。同センターには、電子カルテに処方の上限量を超えて入力すると警告するシステムがあったが、成人の基準値（1200ミリグラム）しか設定していなかった。今後は子どもの年齢ごとの基準値を設定するという[15]。

#### 広報資料・プレスリリースなど一次資料
1. ↑  兵庫県立尼崎病院跡地利用事業 - 社会医療法人愛仁会
2. ↑  救命救急センターついにオープン! - 尼崎南部再生研究室『南部再生』第50号（2015年4月）
3. ↑  所在と交通アクセス - 兵庫県立尼崎総合医療センター